# Ямской (Сергиевское сельское поселение)
Ямской — посёлок в Ливенском районе Орловской области России.
Входит в состав Сергиевского сельского поселения.

## География
Деревня находится в юго-восточной части Орловской области, в лесостепной зоне, в пределах центральной части Среднерусской возвышенности,  юго-западнее деревни Грачёв Верх.
В посёлке имеется одна улица — Дорохова.

### Климат
Климат умеренно континентальный, с умеренно холодной зимой и тёплым летом. Средняя многолетняя температура самого холодного месяца (января) составляет −9,2 °C (абсолютный минимум — −39 °C); самого тёплого месяца (июля) — 18,8 °C (абсолютный максимум — 38 °C). Безморозный период длится около 140—150 дней. Среднегодовое количество атмосферных осадков составляет 515 мм, из которых большая часть (около 360 мм) выпадает в тёплый период. Снежный покров держится в течение 120—130 дней.

## Транспорт
Просёлочной дорогой соединён с автомобильной дорогой 54К-184.

## Население
| 2002 | 2010 |
| ---- | ---- |
| 92   | ↘87  |